# Малое Медло
Малое Медло — деревня в Кезском районе Удмуртской республики.

## География
Находится в северо-восточной части Удмуртии на расстоянии приблизительно 14 км на юго-восток по прямой от районного центра поселка Кез.

## История
Известна с 1873 года как починок Медло малый (Медло большая) с 20 дворами. В 1905 году (деревня Мало-Медлинская или Большое Медло) учтено 44 двора, в 1924 (уже Медла Малая) — 56. С 1939 года настоящее название. До 2021 года входила в состав Сосновоборского сельского поселения.

## Население
Постоянное население составляло 150 человек (1873), 365 (1905), 348 (1924, все удмурты), 89 человек в 2002 году (удмурты 89 %), 44 в 2012.